# Melanorivulus faucireticulatus
Melanorivulus faucireticulatus, es un pez actinopeterigio de agua dulce, de la familia de los rivulines.

## Morfología
Con el cuerpo alargado y pequeño tamaño, con una longitud máxima descrita de 3 cm los machos y 2,3 cm las hembras. Tienen carca de una docena de radios blandos en la aleta dorsal y ninguna espina; se distinguen de otros rivulines por los siguientes patrones únicos de color: una amplia franja roja subbasal en la aleta dorsal de los machos, una porción ventral de la cabeza con un patrón reticulado negro en hembras, coloración naranja en las porciones dorsal y ventral de la aleta caudal.

## Distribución y hábitat
Se distribuye por ríos de América del Sur en un área muy restringida, solo se conocen de la localidad tipo, donde habitan pequeños estanques en las llanuras de inundación de los arroyos que hay en la cabecera de la cuenca del río Paraná, en Brasil. Habita los estanques con agua clara, de aproximadamente 1,5 m de profundidad, conectados a arroyos poco profundos, donde los adultos permanecen cerca de la superficie de los estanques, cerca de las plantas acuáticas emergentes, mientras que algunos juveniles se encuentran en los arroyos poco profundos.